# Mannshalm (Gemeinde Schweiggers)
Mannshalm ist eine Ortschaft und eine Katastralgemeinde der Gemeinde Schweiggers im Bezirk Zwettl in Niederösterreich.

## Geschichte
Laut Adressbuch von Österreich waren im Jahr 1938 in der Ortsgemeinde Mannshalm ein Schuster, ein Tischler und ein Landwirt mit Direktvertrieb ansässig.

## Siedlungsentwicklung
Zum Jahreswechsel 1979/1980 befanden sich in der Katastralgemeinde Mannshalm insgesamt 32 Bauflächen mit 21.538 m² und 8 Gärten auf 1.910 m², 1989/1990 gab es 32 Bauflächen. 1999/2000 war die Zahl der Bauflächen auf 73 angewachsen und 2009/2010 bestanden 42 Gebäude auf 87 Bauflächen.

## Bodennutzung
Die Katastralgemeinde ist landwirtschaftlich geprägt. 258 Hektar wurden zum Jahreswechsel 1979/1980 landwirtschaftlich genutzt und 62 Hektar waren forstwirtschaftlich geführte Waldflächen. 1999/2000 wurde auf 256 Hektar Landwirtschaft betrieben und 64 Hektar waren als forstwirtschaftlich genutzte Flächen ausgewiesen. Ende 2018 waren 251 Hektar als landwirtschaftliche Flächen genutzt und Forstwirtschaft wurde auf 64 Hektar betrieben. Die durchschnittliche Bodenklimazahl von Mannshalm beträgt 24,7 (Stand 2010).